# Ctenoscelis coeus
A Ctenoscelis coeus a rovarok (Insecta) osztályának bogarak (Coleoptera) rendjébe, ezen belül a mindenevő bogarak (Polyphaga) alrendjébe és a cincérfélék (Cerambycidae) családjába tartozó faj.

## Előfordulása
A Ctenoscelis coeus előfordulási területe Dél-Amerikában van. Ez a nagyméretű cincérfaj Francia Guyana, Bolívia és Brazília területein lelhető fel.

## Megjelenése
Ez a trópusi csőszcincér 75-100 milliméter hosszúra is megnőhet.

## Képek egy nőstény példányról

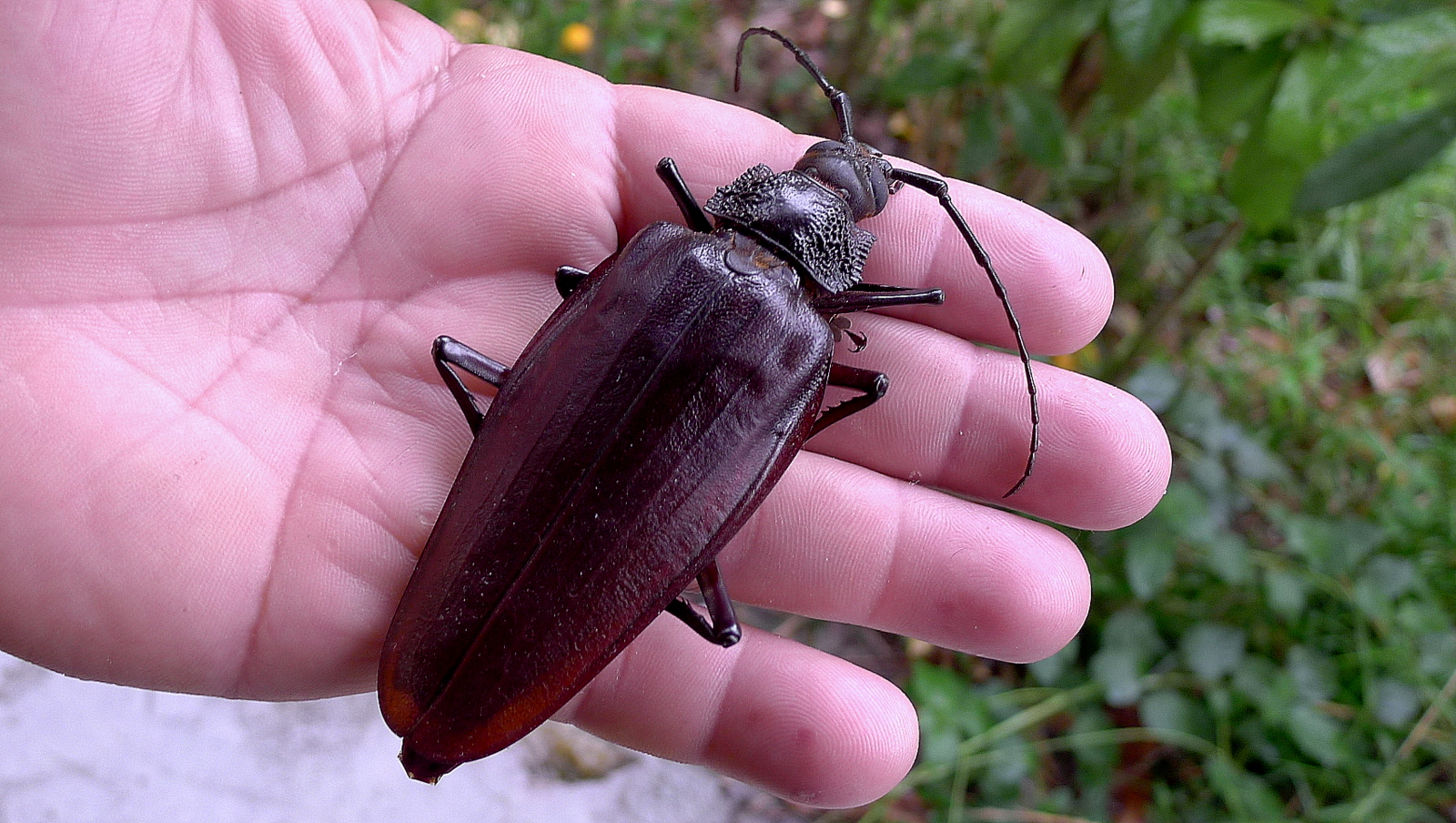
Az ember kezében; felülről,
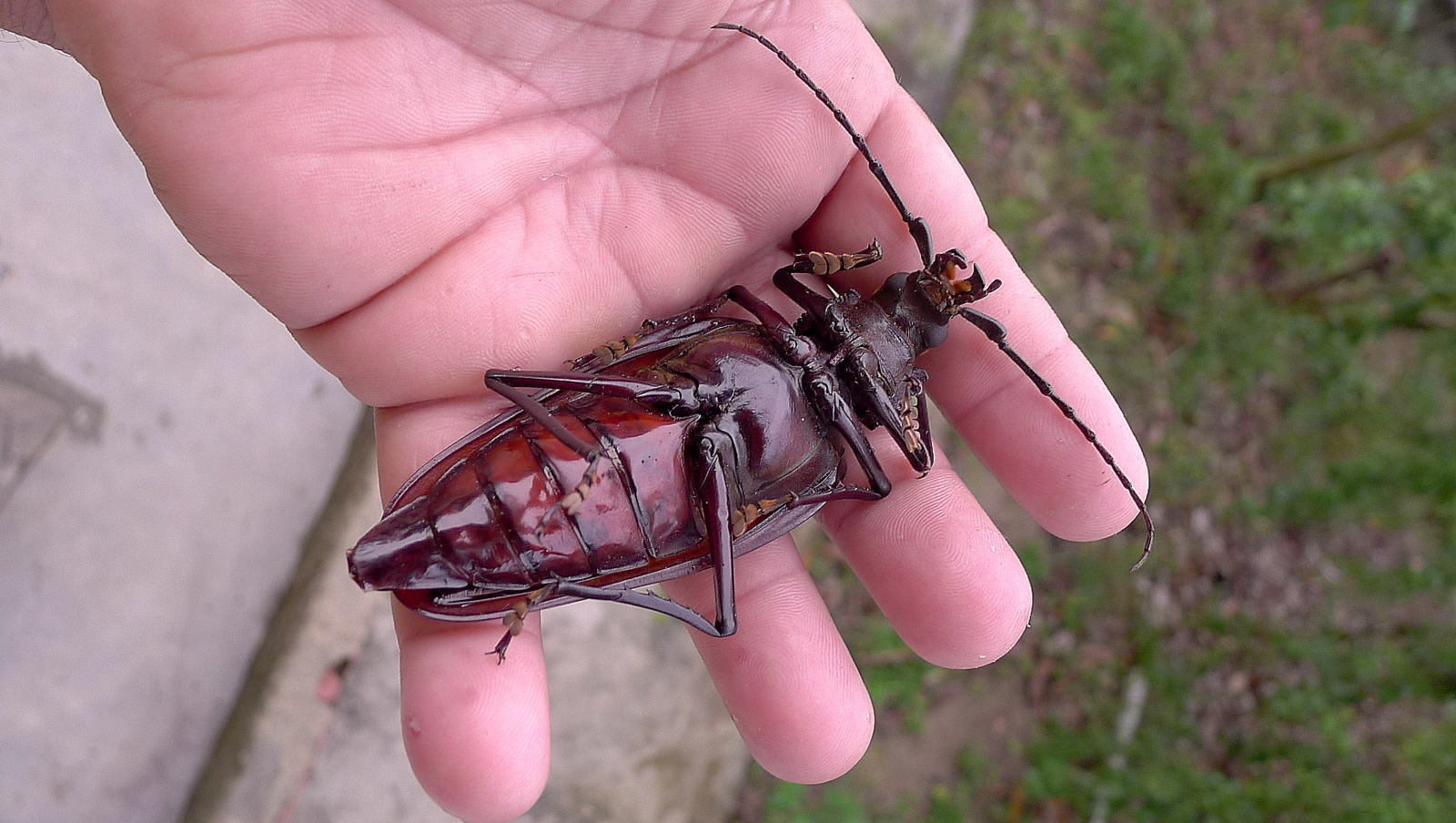
alulról
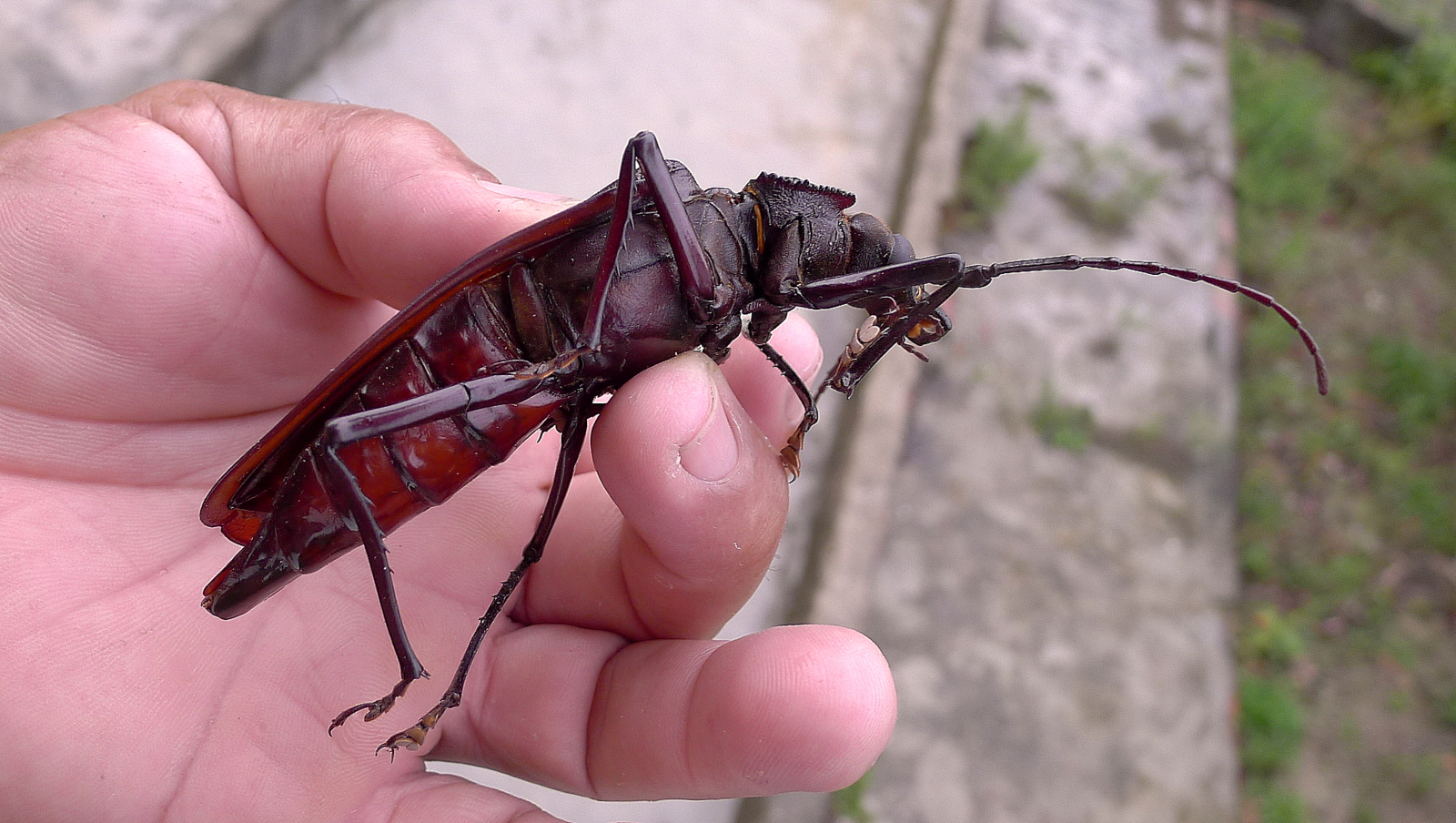
és oldalról
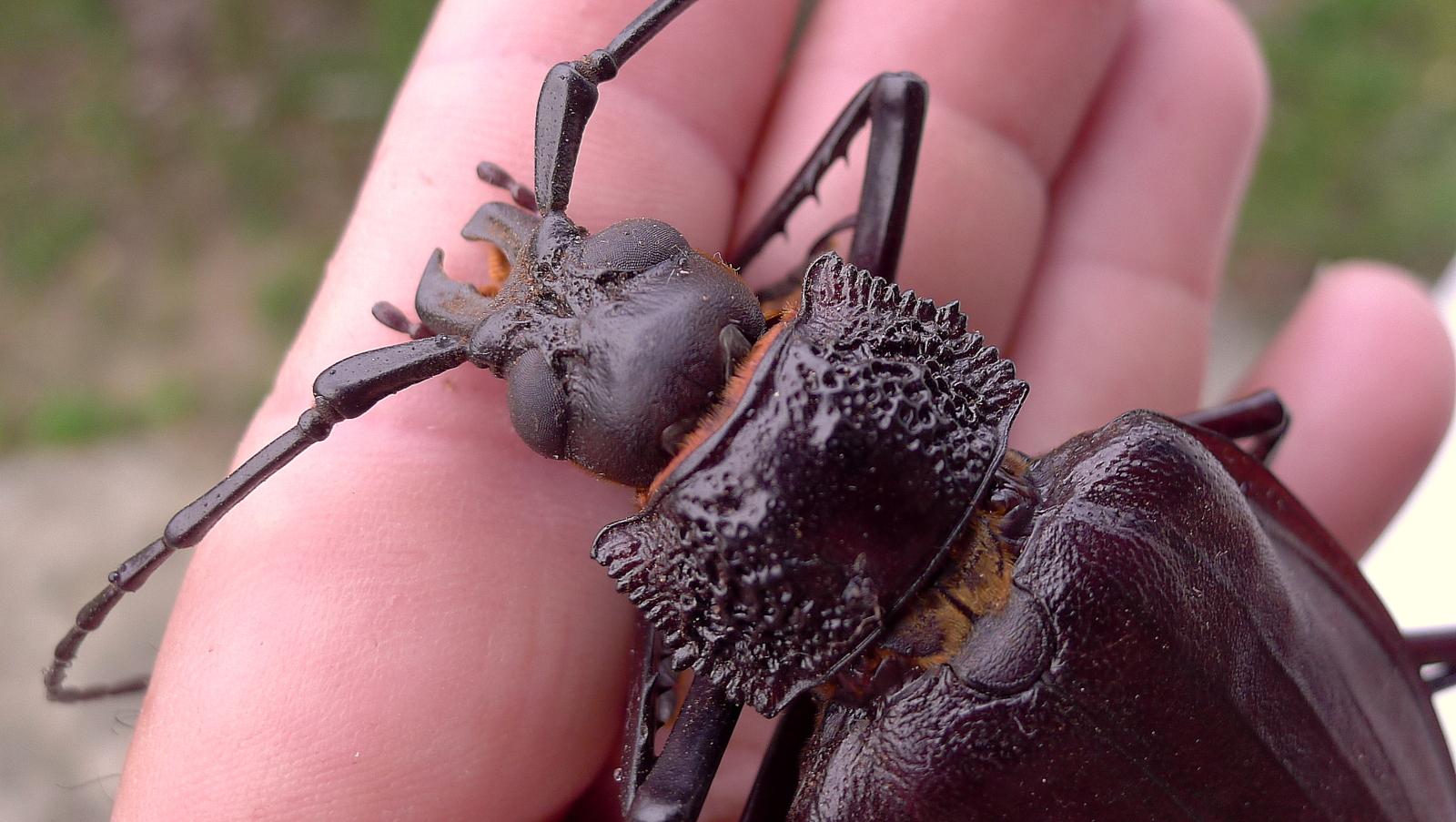
A feje közelről
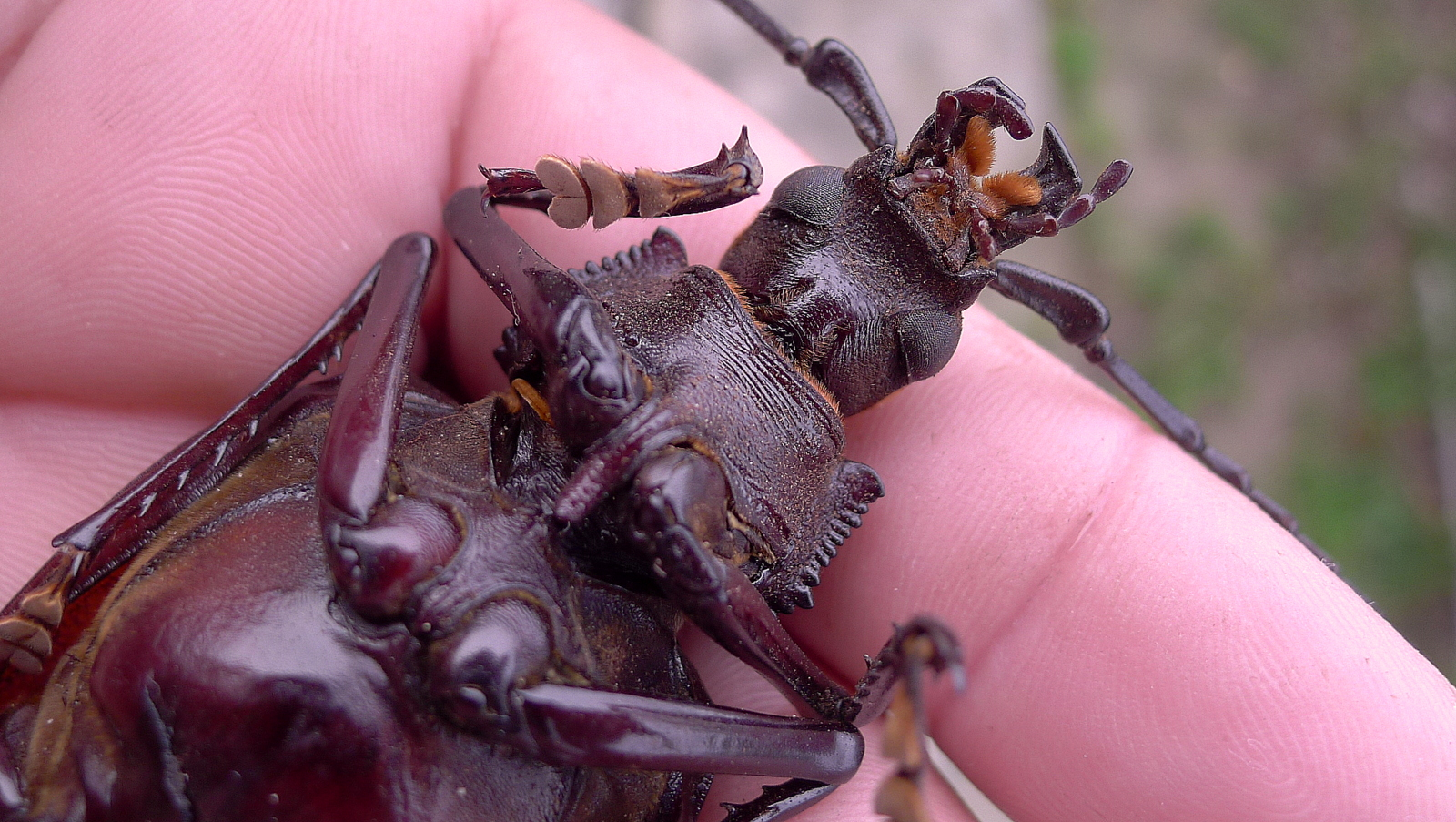
Szájszervei és hasi része
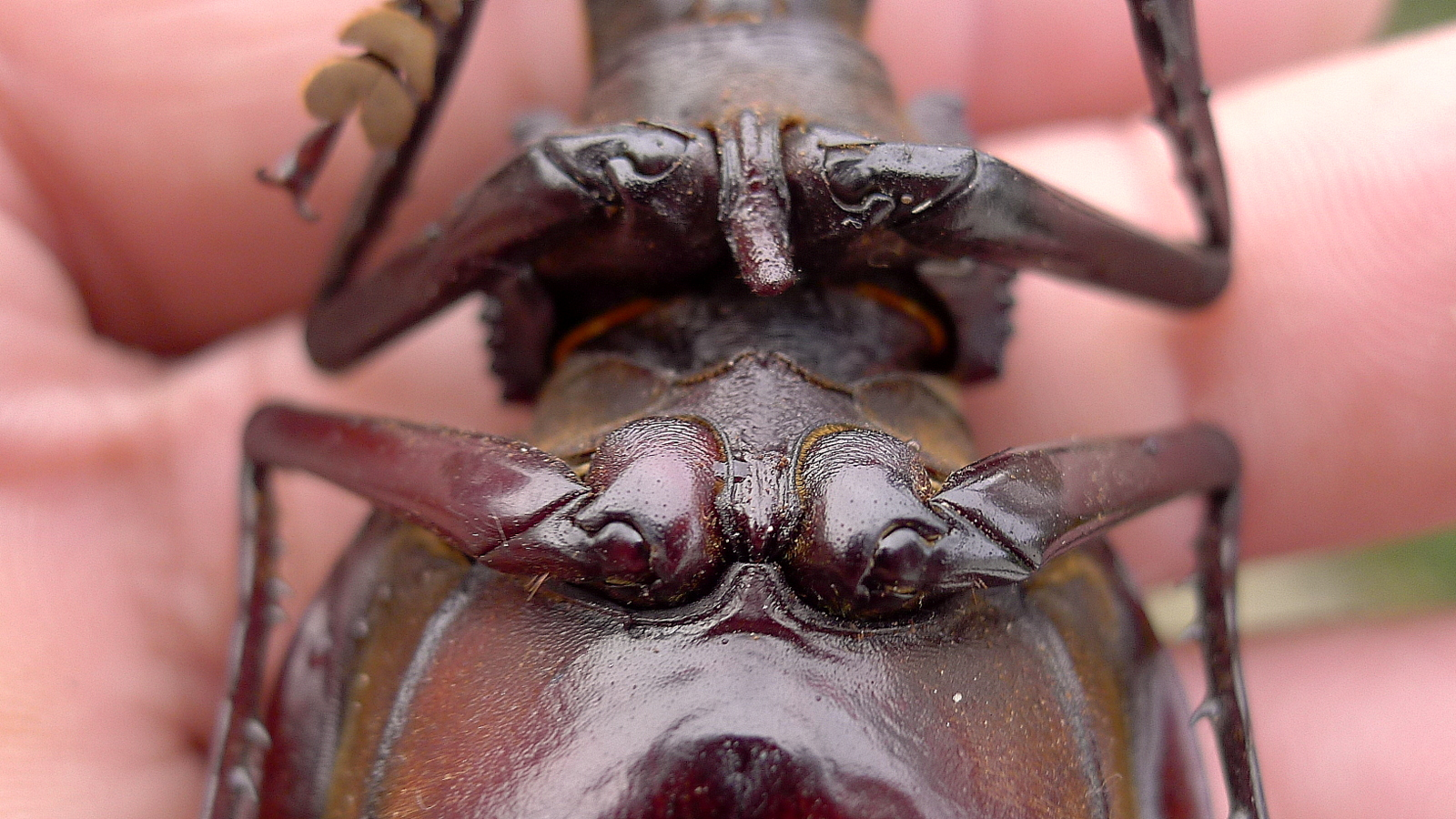
A lábainak töve
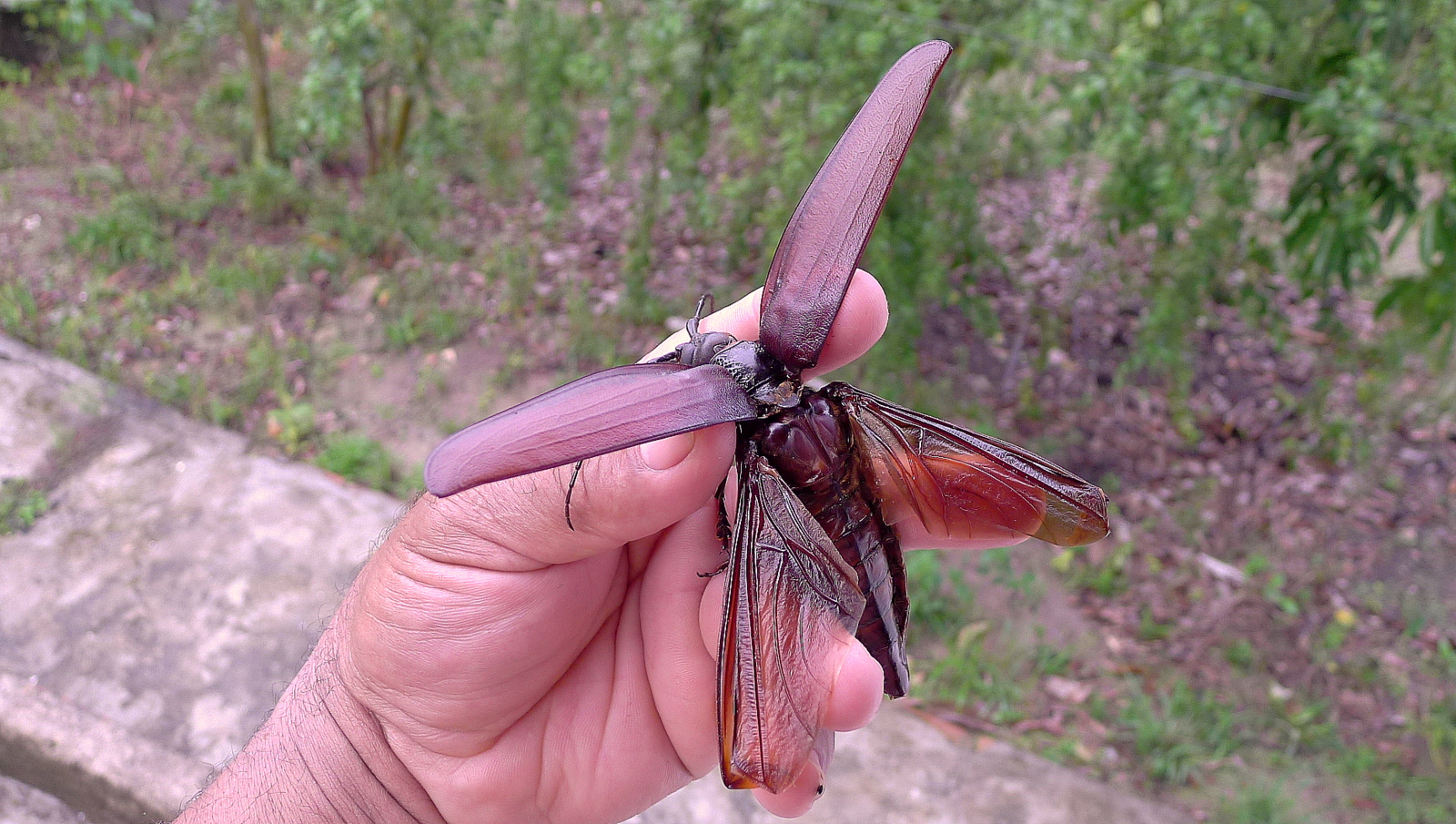
Szárnyai

### Fordítás
- Ez a szócikk részben vagy egészben  a   Ctenoscelis coeus című svéd Wikipédia-szócikk ezen változatának fordításán alapul.  Az eredeti cikk szerkesztőit annak laptörténete sorolja fel. Ez a jelzés csupán a megfogalmazás eredetét és a szerzői jogokat jelzi, nem szolgál a cikkben szereplő információk forrásmegjelöléseként.